# Urocotyledon weileri
Urocotyledon weileri — вид геконоподібних ящірок родини геконових (Gekkonidae). Ендемік Камеруну.

## Поширення і екологія
Urocotyledon weileri мешкають у Південно-Західному регіоні Камеруну, поблизу міста Бібунді та в горах Бакосі. Вони живуть у вологих тропічних лісах, на висоті від 20 до 400 м над рівнем моря.

## Збереження
МСОП класифікує цей вид як такий, що перебуває під загрозою зникнення. Urocotyledon weileri загрожує знищення природного середовища.